# Златополь (Харьковская область)
Златополь (укр. Златопіль; до 1952 года — Лихачёво, до 2024 года — Первома́йский) — город в Лозовском районе Харьковской области Украины, административный центр Первомайской городской общины. До 17 июля 2020 года был городом областного подчинения и административным центром Первомайского района, в который сам город и городской совет не входили.

## Географическое положение
Город Златополь находится между реками Берека и Орелька. К городу примыкает село Сиваш, на расстоянии в 1,5 км расположены сёла Высокое и Масловка. Через город проходят автомобильные дороги Т-2107, Т-2110 и железная дорога Москва—Севастополь (станция Лихачёво).

## Население
В январе 1989 года численность населения составляла 37 474 человек.
По состоянию на 1 января 2025 года численность населения составляла 33,6 тысяч человек.
По данным переписи 2001 года, украинцы составляли 56,21 % населения города, русские — 37,98 %.

### Языковой состав
Родной язык населения по данным переписи 2001 года:
| Язык       | Численность, чел. | Доля     |
| ---------- | ----------------- | -------- |
| Украинский | 13 872            | 42,26 %  |
| Русский    | 17 448            | 53,15 %  |
| Другое     | 1 506             | 4,59 %   |
| Итого      | 32 826            | 100,00 % |

Украинский язык является основным и единственным официальным языком города.
Вторжение России на Украину спровоцировало новую волну украинизации в городе, всё больше людей предпочитают говорить на украинском языке.
По данным Государственной службы статистики Украины в 2023/24 учебном году из 221 336 учащихся в учреждениях общего среднего образования в Харьковской области 220 933 (99,82 %) обучались в украиноязычных классах, 403 (0,18 %) — в русскоязычных.

## История

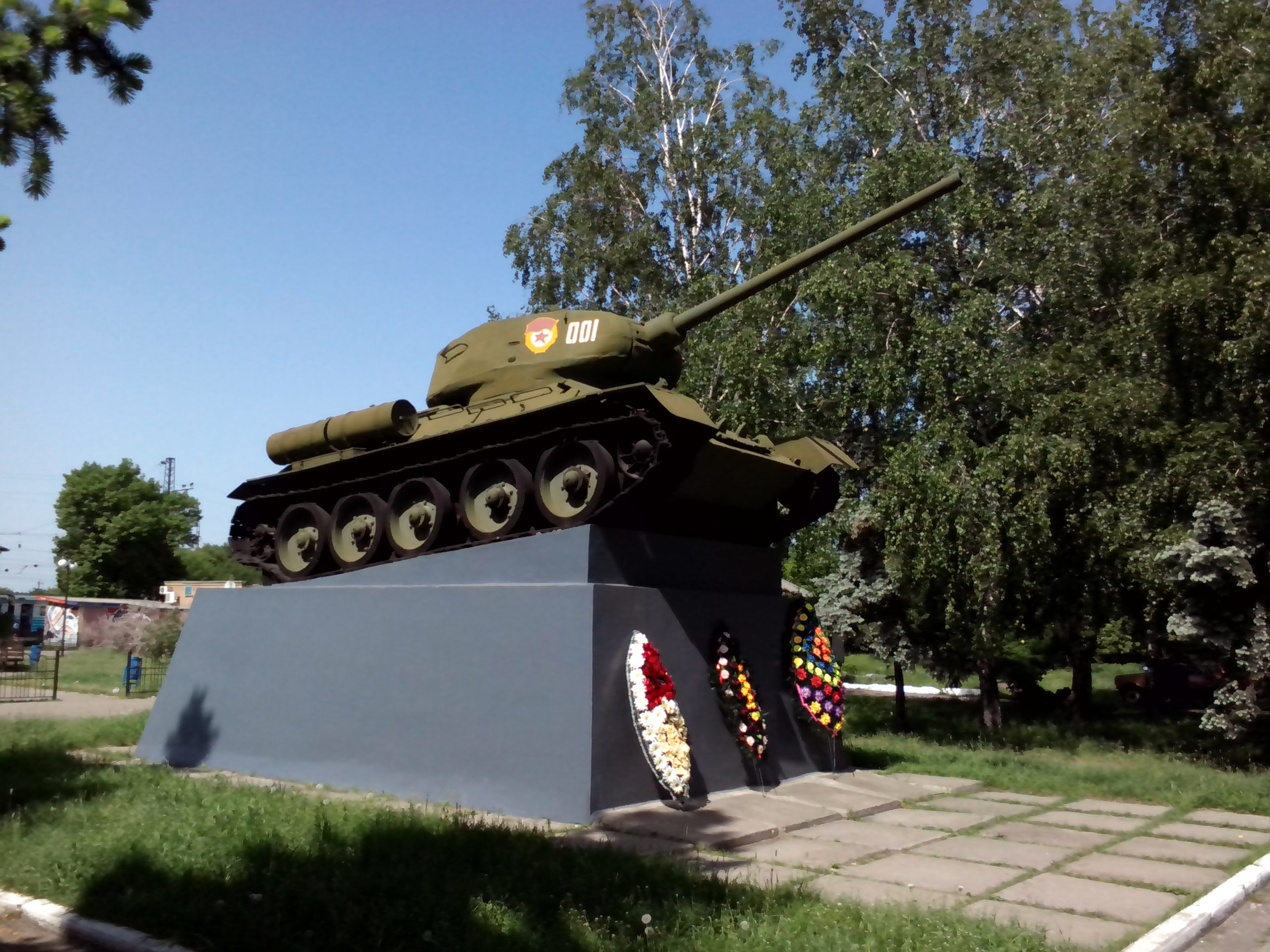
Памятник

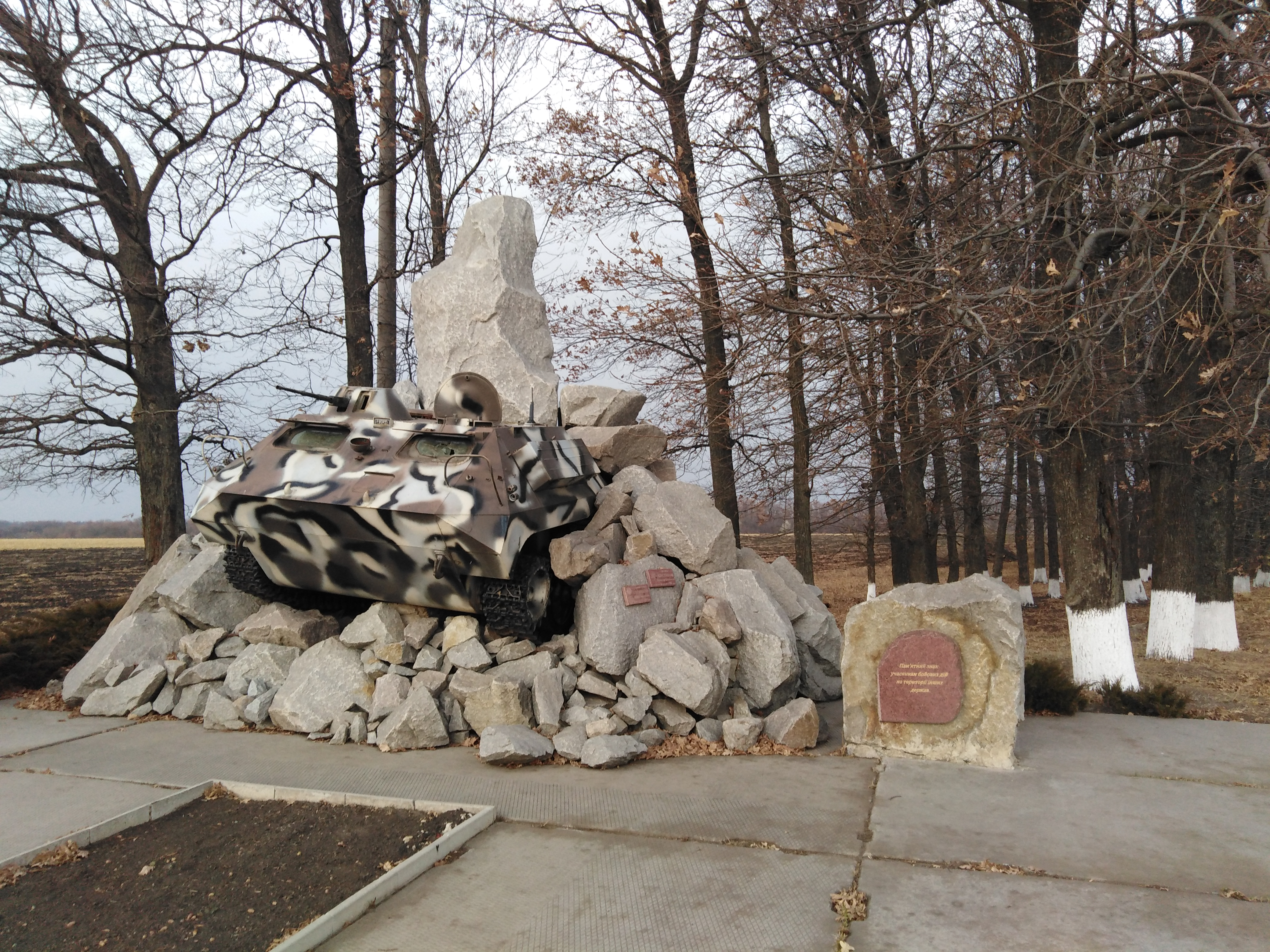
Памятный знак

- В 1869 году была открыта железная дорога Курск — Харьков — Севастополь. В августе того же года был построен полустанок в восьмидесяти километрах от Харькова. Здесь стали останавливаться поезда для пополнения запаса воды и дров. Этот полустанок назвали станция Лихачёва[10] в честь помещика Лихачова, имение которого находилось около села Сиваш в нескольких километрах от железной дороги. Воду подавали из озера Сиваш по специально построенному водоводу; для обеспечения нормального давления воды построили водонапорную башню (на том же месте, где сейчас стоит другая, современная).
- До 1 сентября (по старому стилю) 1917 года — в составе Российской империи, после — в составе Российской республики .
- C 29 апреля по 14 декабря 1918 года, во время Гражданской войны в России , — в составе Украинской державы .
- С июня 1919 по декабрь 1919 — в составе белого Юга России (административно — в Харьковской области ВСЮР).
- C декабря 1922 года — в составе Украинской Советской Социалистической Республики (СССР).

После окончания гражданской войны встал вопрос об увеличении рабочих мест для крестьян, которым не хватало работы в сёлах.
В 1924 году возник посёлок Лихачёво, который первоначально относился к Верхне-Бишкинскому сельскому совету. После принятия совместного постановления Алексеевского, Берекского и Верхне-Бишкинского сельских Советов о переселении части крестьян из этих сёл на хутор Лихачёво, началось его заселение. Первыми жителями посёлка и стали переселенцы из этих сёл, которые селились целыми улицами (например, на улице 1 Мая селились бишкинцы).
Органам народного образования был передан механический завод, на его базе были образованы сельскохозяйственная и ремесленная школы. Здесь же находились мельница с газогенераторным двигателем, склады и передвижная начальная школа, где учились дети и взрослые.
В 1927 году в посёлке насчитывалось тринадцать дворов и пятьдесят шесть жителей. В 1928 году было уже восемьдесят дворов. Население увеличивалось за счет рабочих, приезжавших работать на кирпичный и механический заводы, а также на мельницу.
В сентябре 1929 года по инициативе активистов К. Толокнеева, К. Федосеенко и других в посёлке была организована артель «1 Мая», названная так в честь международного пролетарского праздника, а хутор Масловского сельсовета был переименован в Первомайский в честь Первого мая. Это привело к путанице, так как рядом, по той же линии КХАЖД, уже был один Первомайский (б. Спасов скит - не Алексеевского района, а Змиевского), и люди зачастую выходили не на той станции; а всего в 1930-х годах в Харьковской области Первомайских стало до тридцати.
В начале декабря 1929 года была организована Лихачёвская машинно-тракторная станция (одна из первых МТС в Харьковском округе), которая обслуживала тридцать колхозов Алексеевского района.
В 1929 году в Масловке была построена начальная школа, в 1930 году при МТС открыли клуб и библиотеку. В октябре 1930 года началось издание местной газеты «Знамя труда». В 1932 году начал работать радиоузел, в 1933 году вблизи станции Лихачёво была построена школа-семилетка.
По данным Всесоюзной переписи населения 1939 года, в Лихачёво проживало 640 человек.
20 октября 1941 года немецкие войска оккупировали территорию Алексеевского (ныне Первомайского) района и вошли в Лихачёво. Тридцать восемь юношей и девушек были угнаны на работу в Германию. Пятнадцать человек из посёлка сражались в составе партизанского отряда Алексеевского района, руководителями которого были секретарь райкома партии В. С. Ульянов и председатель райисполкома А. Г. Бузныка.
23 января 1942 года войсками 6-го кавалерийского корпуса (генерал-майор А. Ф. Бычковский) и 5-й гвардейской танковой бригады 6-й армии (генерал-майор А. М. Городнянский) Юго-Западного фронта (командующий генерал-лейтенант Ф. Я. Костенко) в ходе Барвенково-Лозовской наступательной операции 18—31 января 1942 года была освобождена ж/д станция Лихачёво. 6-й кавалерийский корпус фронтового подчинения действовал в полосе наступления 6-й армии.
В конце мая 1942 года ж/д станция и посёлок снова были оккупированы.
В мае 1942 года в бою с фашистами погиб В. С. Ульянов. Погиб также и А. Г. Бузныка, выданный предателем и зверски замученный.
Лихачёво неоднократно становилось местом ожесточённых боёв. За время войны поселок четыре раза переходил из рук в руки.
Во время Великой Отечественной войны с октября 1941 по начало сентября 1943 года находилось под немецкой оккупацией (с перерывами).
Направление Первомайский-Борки было ареной ожесточённых боёв с целью перерезать железную дорогу Харьков — Лозовая — Днепропетровск в январе 1942, мае 1942, феврале-марте 1943 и сентябре 1943 года.
16 сентября 1943 года войска Степного фронта окончательно освободили Лихачёво. Первыми в посёлок вошли бойцы 767-го стрелкового полка (командир-гвардии подполковник В. В. Беленко) 228-й стрелковой дивизии, командиром которой был гвардии полковник П. П. Куликов.
На 20 сентября 1943 года лихачёвская МТС имела пригодных только три трактора «ХТЗ» и один грузовой автомобиль. Из ста восьмидесяти жителей трудоспособными оставалось сто шестьдесят девять (колхозники-женщины, подростки и старики).
В 1946 году указом Президиума ВС УССР населённые пункты Масловского сельсовета — посёлок железнодорожной станции Лихачёво, хутор Наш Путь, хутор Первомайский и посёлок 20-летия Октября — были объединены в один населённый пункт с присвоением наименования посёлок Лихачёво. В 1947 году районный центр был перенесён из Алексеевки в Лихачёво, как более населённое и промышленно развитое поселение. Район продолжал называться Алексеевским.
В 1948 году была построена больница, где работали два врача и три медицинские сестры. В 1950 году была построена средняя школа, где обучалось 824 учащихся и работало двадцать восемь учителей.
24 июня 1952 года посёлок Лихачёво был переименован в Первомайский; район продолжал называться Алексеевским.
В 1957 году Первомайский получил статус посёлка городского типа.
В 1963 году Алексеевский район ликвидировали.
В 1964 году началось строительство химического завода. В январе 1965 года посёлок стал административным центром вновь образованного Первомайского района (в 1963 и 1964 годах пгт Первомайский входил в состав Змиевского района).
В 1968 была введена первая очередь завода железобетонных конструкций (ЗЖБК). В 1972 году заработала Первомайская ТЭЦ.
В 1982 году численность населения составляла 33 800 человек, здесь действовали химзавод, завод железобетонных конструкций, ремонтно-механический завод, хлебозавод, маслодельный завод, пищевкусовая фабрика, цех Харьковской трикотажной фабрики, овощная фабрика, птицеинкубаторная станция, райсельхозтехника со специализированным производственным отделением, райсельхозхимия, межколхозная строительная организация, комбинат бытового обслуживания, ПТУ, шесть общеобразовательных школ, музыкальная школа, художественная школа, спортивная школа, больница и девять иных лечебных учреждений, Дом культуры, клуб, кинотеатр, восемь библиотек и музей истории района.
4 декабря 1991 года посёлок городского типа получил статус города областного подчинения.
В 1995 году кабинет министров Украины утвердил решение о приватизации райсельхозтехники, райсельхозхимии, овощной фабрики и городского хлебозавода.
В августе 2003 года Первомайский завод строительных изделий стал банкротом.
В 2012 году химзавод был уничтожен ввиду банкротства.
17 июля 2020 года Первомайский район был ликвидирован.
24 июля 2023 года в результате голосования жители Первомайского высказались за переименование города в Добродар. Однако Первомайский городской совет не поддержал это название. После вторых общественных слушаний было выбрано название Златополь.
3 апреля 2024 года Комитет Верховной рады Украины по вопросам организации государственной власти, местного самоуправления, регионального развития и градостроительства поддержал переименование города в Златополь.
19 сентября 2024 года Верховная рада поддержала переименование Первомайского в Златополь. 26 сентября 2024 года переименование вступило в силу.

## Происхождение названия
Сельскохозяйственная артель в 1929 году; затем хутор, ж.д. станция и весь посёлок Лихачёво в 1952 году были названы в честь праздника весны и труда Первомая, отмечаемого в различных странах 1 мая; в СССР он назывался Международным днём солидарности трудящихся.
На территории Украинской ССР имелись 50 населённых населённых пунктов с названием Першотравневое, 27 — с названием Первомайское и несколько посёлков Первомайский, из которых до тридцати находились в 1930-х годах в тогдашней Харьковской области.

## Экономика
- ООО «ТЕРРА» — производство каш и хлопьев быстрого приготовления
- ООО «Рома» — хлебозавод и мельница
- Элеваторы
- ЧП «Экипаж» — производство оконных конструкций
- Marten — производство твердотопливных котлов
- Кабельный завод
- Лихачевский мясокомбинат (ЛМК)
- Предприятия коммунальной сферы — «Жилсервис», «Теплосети» и др.
- Лихачевская мебельная фабрика
- ФОП Шевченко

## Объекты социальной сферы
- Шесть детских садов.
- Пять лицеев.
- Центральная районная больница.
- Поликлиника.
- Дворец культуры «Химик».
- ДЮСШ.

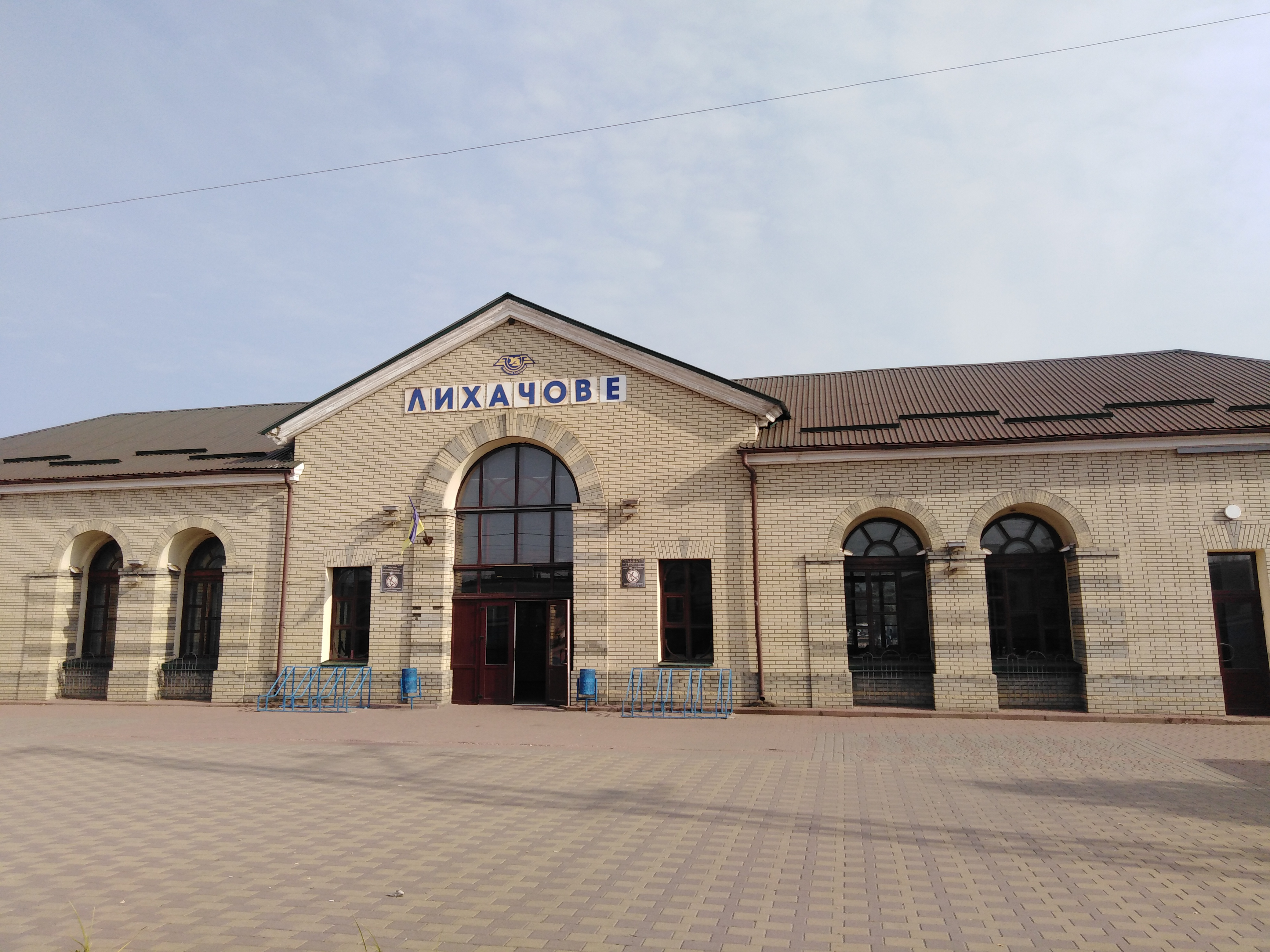
Железнодорожный вокзал

- Дом детского и юношеского творчества.
- Краеведческий музей.
- Детская школа искусств.
- Библиотека.

## Спорт
Футбол
В Златополе базируется основанный в 2007 году футбольный клуб «Квадро», который выступает на стадионе «Химик». Команда стала бронзовым призёром 2016 года в чемпионате Харьковской области по футболу. В 2016 году команда дебютировала в чемпионате Украины среди любителей, где дважды встречался с главной командой области («Металлист 1925»).
Волейбол
В городе функционирует юношеский волейбольный клуб «Взлёт». Клуб имеет ряд побед на всевозможных соревнованиях и турнирах областного и республиканского значения, самым значительным достижением клуба является победа на чемпионате Украины по волейболу в 2016 году в Житомире. Кроме того, с 2012 года на базе клуба ежегодно проводится городской волейбольный турнир по волейболу «Кубок дружбы».